# Piedra Grande (paroisse civile)
Pour les articles homonymes, voir Piedra Grande et Piedra.
Piedra Grande est l'une des cinq paroisses civiles de la municipalité de Democracia dans l'État de Falcón au Venezuela. Sa capitale est Piedra Grande.

## Géographie

### Démographie
Hormis sa capitale Piedra Grande, et Purureche, capitale de la paroisse civile voisine de Purureche à cheval sur les deux entités administratives, la paroisse civile comporte plusieurs localités dont :
- Cururupare
- El Hatillo
- Piedra Grande
- Purureche (partagé avec Purureche)